# Marie-Louise Bouglé
Pour les articles homonymes, voir Bouglé.
Marie-Louise Françoise Bouglé, née à Argouges le 5 janvier 1883 et morte à Paris 13e le 13 juin 1936, est une féministe française.

## Biographie

### Jeunesse, formation et premiers métiers
Marie-Louise Bouglé naît Marie-Louise Françoise Bouglé le 5 janvier 1883 à Argouges. Fille d'un briquetier travaillant à Vitré, elle est la benjamine d'une famille de onze enfants. Elle quitte l'école à 10 ans.[réf. souhaitée] Orpheline à 16 ans, elle rejoint sa sœur à Paris. Le jour, elle travaille comme vendeuse, et le soir, elle apprend la sténo et la comptabilité. Elle en profite pour apprendre également l'anglais, l'espagnol et l'allemand.[réf. souhaitée]
Durant la Première Guerre mondiale, elle devient syndicaliste en travaillant dans un ouvroir et s'occupe de la bibliothèque des Jeunesses laïques et républicaines. Elle devient secrétaire-comptable et caissière dans un restaurant en échange de repas gratuits.

## Constitution d'une bibliothèque féministe
En 1910, elle assiste à une conférence de Cécile Brunschvicg.[réf. souhaitée] Elle découvre les mouvements féministes et adhère à l'Union française pour le suffrage des femmes (UFSF), ainsi qu'à la Ligue française pour le droit des femmes (LFDF). Après avoir cherché du côté de la bibliothèque d'Eliska Vincent (disparue après le décès de celle-ci) et de celle de Marbel (disparue également à cause du refus de celle-ci), Marie-Louise Bouglé prend conscience de l'importance de documenter, centraliser et rassembler les documents sur les mouvements féministes et pacifistes, ce qui la pousse à constituer une bibliothèque chez elle dès 1921. En 1923, sa bibliothèque est déjà constituée de 12 000 documents, qu'elle ouvre au public les mardis et vendredis après-midi.
Elle retrouve les descendants des féministes du XIXe siècle. Elle contacte les héritiers de Léon Richer, Caroline Kauffmann, obtenant des legs. Elle récolte et rassemble la correspondance personnelle et les photos de ses amies et de ses collègues, les manuscrits de leurs notes destinées à des biographies inachevées de femmes célèbres et de leurs études consacrées aux conditions de travail des femmes.[réf. souhaitée]
La réputation de sa bibliothèque s'accroît. Elle fait des échanges avec d'autres bibliothèques féministes étrangères.

## Conservation de la bibliothèque et du fonds documentaire
Après son mariage en 1932 avec André Mariani, Marie-Louise Bouglé se consacre entièrement à son travail de bibliothécaire et d’archiviste de documents féministes, et elle quitte sa petite chambre du 10e arrondissement pour s'installer elle et sa bibliothèque dans le 13e arrondissement de Paris.
Après sa mort prématurée le 13 juin 1936, l'association des amis de la bibliothèque de Marie-Louise Bouglé est constituée, présidée par son mari André Mariani et animée par Henriette Sauret, avec Cécile Brunschvicg comme présidente d'honneur.
Le principe d’une dation à la seule bibliothèque féministe de l’époque, celle de Marguerite Durand a été écarté par Marie-Louise Bouglé de son vivant en raison de divergences idéologiques entre elle et Marguerite Durand. Les proches de Marie-Louise Bouglé tentent de trouver un lieu de dépôt pour ce fonds dont aucune bibliothèque ne veut sous prétexte qu’il est dénué d'intérêt historique.[réf. souhaitée]
En 1942, André Mariani décide de léguer le fonds à la Bibliothèque nationale. Finalement, c'est la Bibliothèque historique de la ville de Paris qui en hérite, en 1946. Un premier inventaire est publié par Maïté Albistur dans une thèse parue en 1982.
Aujourd'hui, les 6 686 ouvrages de Marie-Louise Bouglé sont consultables à la bibliothèque, et les archives des personnalités féministes recueillies par Marie-Louise Bouglé sont petit à petit décrites sur le portail des bibliothèques patrimoniales de la Ville de Paris.
Ce fonds et la bibliothèque Marguerite-Durand conservent des archives essentielles de l'histoire de la première vague du féminisme en France.

## Description du fonds
Deux thèmes majeurs caractérisent le fonds Marie-Louise Bouglé, le suffragisme et le pacifisme. L'intérêt de ce fonds réside également dans le grand nombre d'images (photographies, affiches, cartes postales) insérées dans les dossiers.
- les archives d'une trentaine de personnalités féministes de la première moitié du vingtième siècle : dossiers de travail, correspondances, brouillons de leurs écrits
- 331 titres de périodiques de 1833 à 1940
- 1 148 dossiers biographiques de femmes, de féministes, parfois d'hommes célèbres étudiés dans leurs relations avec les femmes, constitués de coupures de presse
- documentation de 14 grands congrès féministes de 1882 à 1937

Le fonds Hubertine Auclert comporte 380 lettres de 1879 à 1914 qui concernent essentiellement les luttes suffragistes, ainsi que 450 articles d'Hubertine Auclert.
Le fonds Louise Bodin est constitué de la correspondance entre Louise Bodin et Colette Reynaud de 1917 à 1921.
Le fonds Jeanne Bouvier rassemble les manuscrits de ses œuvres publiées et le Dictionnaire des femmes, encyclopédie non publiée.
Le fonds Marthe Bray contient des documents de propagande suffragiste.
Le fonds Ferdinand Buisson concerne les actions en faveur du droit de vote des femmes pour la période 1898-1913.
Le fonds Céline Renooz est composé principalement de mémoires inédites, d'ébauches de textes et d'une très volumineuse correspondance. On y trouve aussi rassemblée et ordonnée une documentation qui reflète les sujets de prédilection et la personnalité de Renooz.

## Sources
- Maïté Albistur, Inventaire des archives Marie-Louise Bouglé déposées à la Bibliothèque municipale de Paris, le 4 juillet 1946, Thèse de 3e cycle de l’université de Paris vii, 1982.
- Maïté Albistur, « Une nouvelle demeure de Clio ou les archives Marie-Louise Bouglé », Matériaux pour l'histoire de notre temps, 1985, vol. 1, no 1. [lire en ligne]